# سیارک ۱۲۳۴۰
سیارک ۱۲۳۴۰ (به انگلیسی: 12340 Stalle، نامگذاری:1992YJ2) دوازده هزار و سیصد و چهلمین سیارک کشف شده‌است که در ۱۸ دسامبر ۱۹۹۲ کشف شد.
قدر مطلق سیارک برابر ۲۲.۴ است.